# 次常用国字標準字体表
次常用国字標準字体表（じじょうようこくじひょうじゅんじたいひょう）は、1982年12月に中華民国教育部が発表した漢字表で、常用されないものの時折使うことのある漢字6,341字を収録し、その標準字体を示したもの。別名「乙表」。